# سرمسی جلگه‌ای
سَرمِسی جُلگه‌ای (نام علمی: Austrelaps superbus) نام یک گونه از سرده مارهای سرمسی است.